# 캡틴 하록 (영화)
《캡틴 하록》(일본어: キャプテンハーロック -SPACE PIRATE CAPTAIN HARLOCK-)은 2013년 공개된 일본의 애니메이션 영화이며, 만화 작품 《우주해적 캡틴 하록》의 리부트 작품이다. 원작 만화와 TV 애니메이션 《우주해적 캡틴 하록》과 달리 전혀 다른 스토리이다.

## 캐스팅

### 일본어 더빙
- 오구리 슌 : 하록 역
- 미우라 하루마 : 야마 역
- 아오이 유우 : 미메 역
- 후루타 아라타 : 야타란 역
- 후쿠다 아야노 : 토리-산 역
- 코바야시 키요시 : 루진 역
- 모리카와 토시유키 : 이소라 역
- 오오츠카 치카오 : 수칸 역
- 사와시로 미유키 : 케이 역

### 한국어 더빙
- 류승룡 : 하록 역
- 서유리 : 케이 역
- 김보성 : 야타란 역